# Championnats du monde de taekwondo 2019
Navigation
Édition précédente Édition suivante
Les Championnats du monde de taekwondo 2019 se déroulent du 15 au 19 mai à Manchester (Royaume-Uni). 16 épreuves de taekwondo figurent au programme, huit masculines et huit féminines, et classées par catégories de poids.

## Podiums

### Hommes
| Catégorie              | Or                    | Argent                        | Bronze                        |
| ---------------------- | --------------------- | ----------------------------- | ----------------------------- |
| Poids fin (–54 kg)     | Bae Jun-seo (KOR)     | Georgy Popov (RUS)            | Paulo Melo (BRA)              |
| Poids fin (–54 kg)     | Bae Jun-seo (KOR)     | Georgy Popov (RUS)            | Armin Hadipour (IRN)          |
| Poids mouche (–58 kg)  | Jang Jun (KOR)        | Brandon Plaza (MEX)           | Rui Bragança (POR)            |
| Poids mouche (–58 kg)  | Jang Jun (KOR)        | Brandon Plaza (MEX)           | Lucas Guzmán (ARG)            |
| Poids coq (–63 kg)     | Zhao Shuai (CHN)      | Soroush Ahmadi (IRN)          | Iordanis Konstantinidis (GER) |
| Poids coq (–63 kg)     | Zhao Shuai (CHN)      | Soroush Ahmadi (IRN)          | Jaouad Achab (BEL)            |
| Poids plume (–68 kg)   | Bradly Sinden (GBR)   | Javier Pérez (ESP)            | Lee Dae-hoon (KOR)            |
| Poids plume (–68 kg)   | Bradly Sinden (GBR)   | Javier Pérez (ESP)            | Aleksey Denisenko (RUS)       |
| Poids léger (–74 kg)   | Simone Alessio (ITA)  | Ahmad Abu-Ghaush (JOR)        | Daniel Quesada (ESP)          |
| Poids léger (–74 kg)   | Simone Alessio (ITA)  | Ahmad Abu-Ghaush (JOR)        | Kairat Sarymsakov (KAZ)       |
| Poids welters (–80 kg) | Milad Beigi (AZE)     | Apostolos Telikostoglou (GRE) | Moisés Hernández (DOM)        |
| Poids welters (–80 kg) | Milad Beigi (AZE)     | Apostolos Telikostoglou (GRE) | Park Woo-hyeok (KOR)          |
| Poids moyens (–87 kg)  | Vladislav Larin (RUS) | Ícaro Miguel Soares (BRA)     | Song Zhaoxiang (CHN)          |
| Poids moyens (–87 kg)  | Vladislav Larin (RUS) | Ícaro Miguel Soares (BRA)     | Ivan Šapina (CRO)             |
| Poids lourds (+87 kg)  | Rafael Alba (CUB)     | Carlos Sansores (MEX)         | Maicon Andrade (BRA)          |
| Poids lourds (+87 kg)  | Rafael Alba (CUB)     | Carlos Sansores (MEX)         | Hamza Kattan (JOR)            |

### Femmes
| Catégorie             | Or                           | Argent                  | Bronze                      |
| --------------------- | ---------------------------- | ----------------------- | --------------------------- |
| Poids Fin (–46 kg)    | Sim Jae-young (KOR)          | Mahla Momenzadeh (IRN)  | Tan Xueqin (CHN)            |
| Poids Fin (–46 kg)    | Sim Jae-young (KOR)          | Mahla Momenzadeh (IRN)  | Julanan Khantikulanon (THA) |
| Poids mouche (–49 kg) | Panipak Wongpattanakit (THA) | Wu Jingyu (CHN)         | Rukiye Yıldırım (TUR)       |
| Poids mouche (–49 kg) | Panipak Wongpattanakit (THA) | Wu Jingyu (CHN)         | Kristina Tomić (CRO)        |
| Poids coq (–53 kg)    | Phannapa Harnsujin (THA)     | Tatiana Kudashova (RUS) | Aaliyah Powell (GBR)        |
| Poids coq (–53 kg)    | Phannapa Harnsujin (THA)     | Tatiana Kudashova (RUS) | Inese Tarvida (LAT)         |
| Poids plume (–57 kg)  | Jade Jones (GBR)             | Lee Ah-reum (KOR)       | Skylar Park (CAN)           |
| Poids plume (–57 kg)  | Jade Jones (GBR)             | Lee Ah-reum (KOR)       | Zhou Lijun (CHN)            |
| Poids léger (–62 kg)  | İrem Yaman (TUR)             | Caroline Santos (BRA)   | Magda Wiet-Hénin (FRA)      |
| Poids léger (–62 kg)  | İrem Yaman (TUR)             | Caroline Santos (BRA)   | Bruna Vuletić (CRO)         |
| Poids Welter (–67 kg) | Zhang Mengyu (CHN)           | Nur Tatar (TUR)         | Milena Titoneli (BRA)       |
| Poids Welter (–67 kg) | Zhang Mengyu (CHN)           | Nur Tatar (TUR)         | Farida Azizova (AZE)        |
| Poids moyens (–73 kg) | Lee Da-bin (KOR)             | María Espinoza (MEX)    | Marie-Paule Blé (FRA)       |
| Poids moyens (–73 kg) | Lee Da-bin (KOR)             | María Espinoza (MEX)    | Nafia Kuş (TUR)             |
| Poids lourds (+73 kg) | Bianca Walkden (GBR)         | Zheng Shuyin (CHN)      | Briseida Acosta (MEX)       |
| Poids lourds (+73 kg) | Bianca Walkden (GBR)         | Zheng Shuyin (CHN)      | Doris Pole (CRO)            |

## Tableau des médailles
| Rang  | Nation                 | Or | Argent | Bronze | Total |
| ----- | ---------------------- | -- | ------ | ------ | ----- |
| 1     | Corée du Sud           | 4  | 1      | 2      | 8     |
| 2     | Grande-Bretagne        | 3  | 0      | 1      | 4     |
| 3     | Chine                  | 2  | 2      | 3      | 7     |
| 4     | Thaïlande              | 2  | 0      | 1      | 3     |
| 5     | Russie                 | 1  | 2      | 1      | 4     |
| 6     | Turquie                | 1  | 1      | 2      | 4     |
| 7     | Azerbaïdjan            | 1  | 0      | 1      | 2     |
| 8     | Cuba                   | 1  | 0      | 0      | 1     |
| 8     | Italie                 | 1  | 0      | 0      | 1     |
| 10    | Mexique                | 0  | 3      | 1      | 4     |
| 11    | Brésil                 | 0  | 2      | 3      | 5     |
| 12    | Iran                   | 0  | 2      | 1      | 3     |
| 13    | Espagne                | 0  | 1      | 1      | 2     |
| 13    | Ouzbékistan            | 0  | 1      | 1      | 2     |
| 15    | Grèce                  | 0  | 1      | 0      | 1     |
| 16    | Croatie                | 0  | 0      | 4      | 4     |
| 17    | France                 | 0  | 0      | 2      | 2     |
| 18    | Allemagne              | 0  | 0      | 1      | 1     |
| 18    | Argentine              | 0  | 0      | 1      | 1     |
| 18    | Belgique               | 0  | 0      | 1      | 1     |
| 18    | Canada                 | 0  | 0      | 1      | 1     |
| 18    | Kazakhstan             | 0  | 0      | 1      | 1     |
| 18    | Lettonie               | 0  | 0      | 1      | 1     |
| 18    | République dominicaine | 0  | 0      | 1      | 1     |
| 18    | Portugal               | 0  | 0      | 1      | 1     |
| Total | Total                  | 16 | 16     | 32     | 64    |